# Giovanni Kasebacher
Giovanni Kasebacher (* 13. Dezember 1910 in Innichen; † 4. Juni 1987 in Bozen) war ein italienischer Skilangläufer.
Kasebacher wurde in den Jahren 1935 und 1936 italienischer Meister über 50 km und belegte bei den Olympischen Winterspielen 1936 in Garmisch-Partenkirchen den 13. Platz über 50 km und zusammen mit Giulio Gerardi, Severino Menardi und Vincenzo Demetz den vierten Rang in der Staffel. Im Zuge der Option in Südtirol emigrierte Kasebacher in das Deutsche Reich und nahm 1941 als nunmehriger deutscher Staatsbürger an den Ski-Weltmeisterschaften in Cortina d’Ampezzo von 1941 teil.